# Прая-даш-Масанш
Пра́я-даш-Маса́нш (порт. Praia das Maçãs) — приморский климатический курорт и одноименный населенный пункт в фрегезии (приходе) Колариш муниципалитета Синтра, Португалии. Расположен в 12 км севернее города Синтра, при впадении реки Колариш в Атлантический океан. В Прая-даш-Масанш находится конечная станция исторического трамвая Синтры.

## Название
Согласно местной легенде, название пляжу (с португальского Praia das Maçãs переводится как «Яблочный пляж»), которое затем перешло и на населенный пункт, дала река Колариш, которая при впадении в океан ограничивает пляж с юга. В своем среднем течении река протекала через фермы, значительную часть территории которых занимали яблоневые сады. Поэтому летом и осенью — как раз в разгар курортного сезона — она несла в океан упавшие с деревьев яблоки, которые затем прибой выносил на песок пляжа.

## История

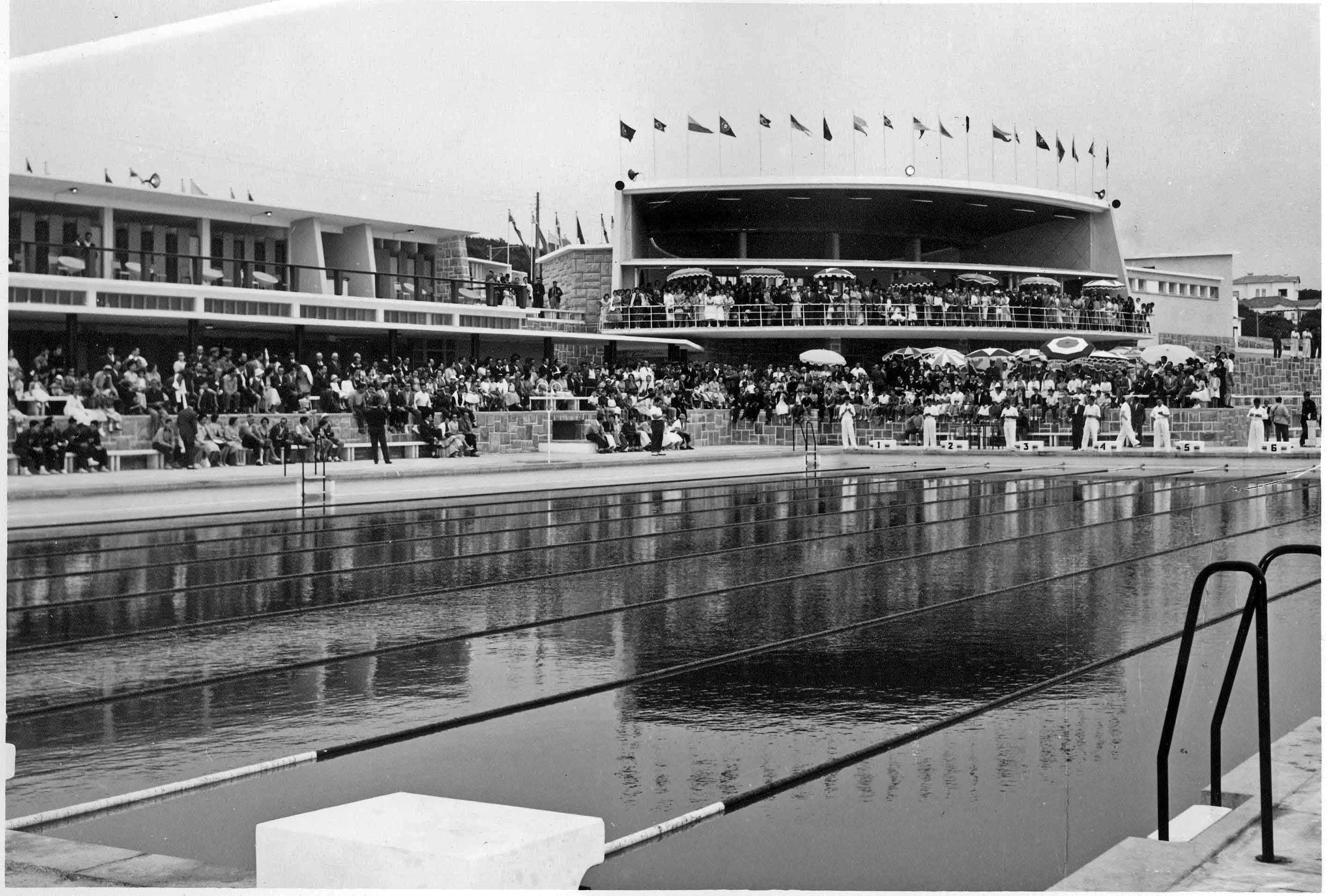
Открытие бассейна в Прая-даш-Масанш. 1952 год.

Холмы, окружающие Прая-даш-Масанш, были заселены человеком еще в доисторическую эпоху. Археологические находки относятся ккаменному и медному векам (кремнёвые и медные орудия, медные божки, керамика и т. п.).
Еще в XVI веке на холме Алто-да-Вижиа (Alto da Vigia), что на левом берегу реки Колариш при впадении ее в океан, видны были руины языческого святилища, посвященного Солнцу и Луне. В то время их посещал «отец португальской археологии» Андре ди Резенде, который пополнял там свою коллекцию археологических артефактов, и известный художник, архитектор и скульптор, придворный художник короля Жуана III Франсишку ди Оланда, использовавший древнее святилище в Прая-даш-Масанш в своей реконструкции античного храма Солнца и Луны в трактате „Da Fábrica que Falece à Cidade de Lisboa“ («Сооружения, в которых испытывается недостаток в городе Лиссабоне»).
Современная история Прая-даш-Масанш как курорта начинается в конце XIX века, когда трое уважаемых в округе людей — священник прихода Колариш отец Матиаш дел Кампу, землевладелец из соседнего Азеньяш-ду-Мар Мануэл Прегу и знаменитый португальский композитор и художник Алфреду Кейл, автор мелодии государственного гимна Португалии, построили первые три дома на холмах, окаймляющих пляж.
Популярность курорта значительно возросла в начале XX века, когда была построена линия трамвая Синтры, связавшая Прая-даш-Масанш с железнодорожным вокзалом в Синтре, благодаря чему курорт получил удобную связь с Лиссабоном. В 1952 году в Прая-даш-Масанш был построен открытый бассейн с морской водой, благодаря чему курорт стал круглогодичным.

## Современность
Сравнительно небольшой в глубину, но достаточно протяженный пляж, c золотистым песком и очень чистой морской водой, чрезвычайно популярен для семейного отдыха, а также среди любителей водных видов спорта, в первую очередь, серфинга и бодибординга («лежачего серфинга»). На ограничивающих пляж плоских скалах, вдающихся в океан, оборудованы площадки для безопасной рыбной ловли.
Благодаря наличию открытого бассейна с подогретой морской водой курорт стал всепогодным и круглогодичным. Бассейн имеет чашу размером 25×50 м, с восемью дорожками, открыт ежедневно с 10:00 до 19:00 Также на территории бассейна — теннисные корты.

## Транспорт
- Прая-даш-Масанш соединен с Синтрой автобусом № 441 компании Scotturb[порт.] (конечная остановка в Синтре —железнодорожная станция Портела ди Синтра — предпоследняя на линии Синтра, если ехать из Лиссабона). Автобус ходит ежедневно, движение осуществляется приблизительно с 6 до 21 (по выходным и праздничным дням с 7 до 20) часов, раз в час, в обоих направлениях. Время в пути от Синтры до Прая-даш-Масанш — около 20 минут[3].
- Также Прая-даш-Масанш соединяет с Синтрой линия исторического[англ.] трамвая. По состоянию на 2022 год трамвай с 22 июня по 18 сентября работает ежедневно и совершает по будним дням три рейса туда и обратно, с 10 до 16 часов с интервалом в 2 часа, а по выходным и праздничным дням шесть рейсов туда и обратно, с 10 до 17 часов с интервалом в 1 час). Время поездки в один конец составляет 45 минут[4]. |  |

|  |

|  |

|  |

|  |  |  |

|  |  |  |

|  |

|  |

|  |

|  |

|  |

|  |

|  |

|  |

|  |

|  |

|  |

|  |  |  |

|  |  |  |

|  |

|  |

|  |

|  |

|  |

|  |

|  |

## Прая-даш-Масанш в культуре

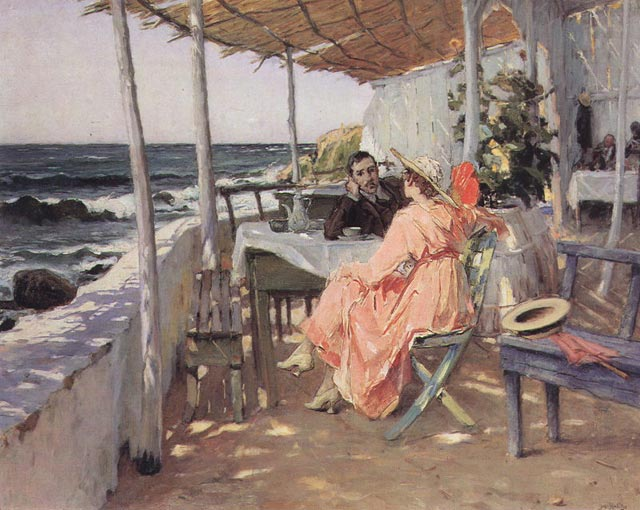
Жозе Мальоа. «». Дерево, масло. 1918 год.

- Известный португальский художник-реалист Жозе Мальоа в 1918 году изобразил сценку из местной курортной жизни в своей картине «Прая-даш-Масанш[порт.]», написанной маслом на деревянной доске. С 1926 года картина находится в музее Шиаду[порт.] в Лиссабоне.
- Румынская певица Инна в 2009 году на пляже Прая-даш-Масанш сняла видеоклип на песню «Amazing» из своего дебютного альбома «Hot»[5][6].

## Кораблекрушение14 января2015 года
В ночь на 14 января 2015 года в океане в километре от Прая-даш-Масанш перевернулся и затонул рыболовный траулер «Santa Maria dos Anjos». Из шести членов экипажа лишь одному, 27-летнему португальцу французского происхождения Анри Ферейре, удалось доплыть до берега и поднять тревогу в поселке.
Поиски, продолжавшиеся в течение недели, оказались безрезультатными. На пляж в Прая-даш-Масанш выбросило сети и обломки затонувшего траулера, однако тела утонувших так и не были найдены. На настоящий момент пятеро рыбаков числятся пропавшими без вести.